# Emily Burns (cantante)
Emily Burns (22 de septiembre de 1994, Livingston, Escocia) es una cantante y compositora británica. Su estilo musical está influenciado por artistas como Tove Lo, Kehlani, Sigrid y Banks.[cita requerida]

## Biografía
Burns nació en Livingston, West Lothian, Escocia, pero se crio en Rugby, Warwickshire, Inglaterra, donde asistió a Rugby High School For Girls.

## Carrera
Burns ingresó a la competencia Live and Unsigned en 2010, llegando a la final para presentarse en indig02. Posteriormente fue invitada a asistir a una clase magistral en Abbey Road Studios, donde el productor interno Rob Cass firmó a Burns con Cave Productions, lo que condujo al lanzamiento del sencillo Plasters, Glitter and Glue. Actuó en numerosos festivales, incluyendo una gira por la República Checa y apariciones en dos escenarios diferentes en la Secret Garden Party. Emily también tuvo un lugar en el escenario de presentación de la BBC en T in the Park en julio de 2013, lo que llevó a que Plasters, Glitter and Glue apareciera en la BBC Radio 1. Burns también actuó en SB.TV y Mahogany Sessions en 2013. Burns luego procedió a tocar en el Gran fin de semana de BBC Radio 1 en Middlesbrough en 2019. 
Burns comenzó a trabajar como recepcionista en Abbey Road Studios en 2014, lo que llevó a conocer al productor Sound Of Fractures, quien produjo su primer sencillo importante Take It Or Leave It, que se lanzó en noviembre de 2016. Burns firmó con el sello discográfico 37 Adventures en julio de 2017 y lanzó su primer sencillo con el sello Bitch, en enero de 2018, seguido de su segundo sencillo, Girlfriend At The Time, en marzo de 2018. Burns lanzó su primer EP, Seven Scenes From The Same Summer, en julio de 2018. Burns lanzó dos EP de cuatro pistas a lo largo de 2019, My Town y PDA. Lanzó un tercer EP, I Love You, You're The Worst, en julio de 2020, además programó una gira de seis fechas en todo el Reino Unido en octubre de 2020.

## Discografía

### Álbumes de estudio
| Título                            | Detalles                                                                                     |
| --------------------------------- | -------------------------------------------------------------------------------------------- |
| Seven Scenes from the Same Summer | - Lanzamiento: 25 de julio de 2018 - Discográfica: 37 Adventures - Formato: Descarga digital |

### Extended plays
| Título | Detalles                                                                                   |
| ------ | ------------------------------------------------------------------------------------------ |
| PDA    | - Lanzamiento: 19 de junio de 2019 - Discográfica: Emily Burns - Formato: Descarga digital |

| Título  | Detalles                                                                                          |
| ------- | ------------------------------------------------------------------------------------------------- |
| My Town | - Lanzamiento: 20 de noviembre de 2019 - Discográfica: Island Records - Formato: Descarga digital |

| Título                       | Detalles                                                                                      |
| ---------------------------- | --------------------------------------------------------------------------------------------- |
| I Love You, You're The Worst | - Lanzamiento: 24 de julio de 2020 - Discográfica: Island Records - Formato: Descarga digital |